# Polypedilum ephippium
Polypedilum ephippium är en tvåvingeart som beskrevs av Freeman 1958. Polypedilum ephippium ingår i släktet Polypedilum och familjen fjädermyggor. Inga underarter finns listade i Catalogue of Life.